# Rolea B'ier
Huyện Rolea B'ier (tiếng Khmer: ស្រុករលាប្អៀរ) là một huyện nằm ở tỉnh Kampong Chhnang, miền trung Campuchia.

## Hành chính
Huyện được chia thành 13 xã (khum) và 131 làng (phum).